# 諾氏異頷黑頭魚
諾氏異頷黑頭魚，為黑頭魚科的其中一種，為深海魚類，分布於東北大西洋冰島西南與葡萄牙北部；西大西洋阿根廷、烏拉圭海域，深度1500-3000公尺，體長可達20公分，棲息在中層水域，生活習性不明。